# Бишапур
Бишапур (средњeперсијски: Бај-Шапур; персијски: بیشاپور, Бишапур) је био древни град у Сасанидској Персији (Иран) на древном путу између Персиса и Елама. Пут је повезивао сасанидске престонице Истахр (врло близу Персеполиса) и Ктесифон. Налази се јужно од модерног Фалијана у округу Казерун у провинцији Парс у Ирану.
Бишапур је саграђен у близини речног прелаза, а на истом месту се налази и тврђава са стеновито усеченим резервоарима и речна долина са шест сасанидских рељефа на стенама.
Најважнија тачка овог града је комбинација персијске и римске уметности и архитектуре која није виђена пре изградње Бишапур. Пре него што је изграђен Бишапур, готово сви главни градови у Персији / Ирану имали су кружни облик попут старог града у Фирузабаду или Дарабу. Бишапур је први персијски град са вертикалним и хоризонталним улицама. Такође у граду, посебно у дизајну ентеријера, можемо видети радове на плочицама прилагођене Римској уметности.

## Историја
Име Бишапур потиче од Бај-Шапур, што значи Господар Шапур.

Према натпису, сам град основао је 266. године Шапур I (241-272), који је био други сасанидски краљ и нанео троструки пораз Римљанима, убивши Гордијана III, заробивши цара Валеријана а затим присилио Филипа Арабљанина да се преда. У својој родној провинцији Фарс саградио је нову престоницу која ће се мерити његовим амбицијама: Бишапур, Шапуров град. Изван града, Шапур је крајеве клисуре реке Бишапур украсио огромним историјским рељефом у знак сећања на свој троструки тријумф над Римом. Један од ових рељефа, у полукружном облику, има редове регистара са досијеима војника и коња, у намерној имитацији наративних сцена на колони Трајана у Риму.
У Бишапуру је краљ такође поставио сасанидске слике са приказима краљевог доласка на власт и примање инсигнија, како би их копирали његови наследници: краљ и бог су лицем у лице окренуту један према другом, често на коњима, а бог - обично Ахура Мазда - држи краљевску дијадему изнад суверена.
У граду се налази изванредни мост на брани у Шуштару, који су изградили римски војници који су заробљени након Валеријановог пораза 260. године. Међутим, то није било потпуно ново насеље: археолози су пронашли остатке из доба Парта и Еламита.
Град је остао важан све до арапског освајања Персије, и успона ислама у другој четвртини 7. века нове ере. На том месту су идаље живели људи све до 10. века. Град има правоугаони облик са мрежним распоредом и правилним поретком градских улица, налик римском начину планирања. Овај дизајн се никада није поновио у персијској архитектури.

## Ископавања и истраживања
Место је рашчистио руско-француски археолог Роман Гиршман 1930-их. Британски археолог Георгина Херман је такође  написала књигу о рељефима сасанидских стена у Бишапуру која је објављена 1980.

## Декорација
Главни део ископавања одвијао се у краљевском сектору, на истоку града. У близини палате подигнут је водени храм, протумачен као храм Анахита. У средини се налази простор у облику крста са осам великих квадратних егзедра украшених са 64 нише. Француски истраживачи су веровали  да је био покривен куполом, али је ова реконструкција одбачена. На западу се налази двориште украшено мозаицима; на истоку, четвртасти иван који се користио као пријемна соба. Његови зидови су морали бити прекривени малим малтерисаним украсима: редовима медаљона, тракама лишћа и врховима мерлона наслеђених из ахеменидске архитектуре. Све ове украсне технике су се још користиле и након исламског освајања Персије.
Под је био поплочан плочама од црног мермера, оивичен мозаицима. Дуж зидова пролази уски појас са низом глава и маски, у фронталном или профилном погледу, на белој позадини. На врху сваке нише налазила се слика нагих жена испод прозирних велова: куртизана, музичарки, плесачица, жена које су увијале гирланде, заједно са неколико богато одевених племенитих дама.